# أندري كفاشناك
أندري كفاشناك، من مواليد 19 مايو 1936، وتوفي في 18 أبريل 2007 في براغ في التشيك، لاعب كرة قدم تشيكوسلوفاكي سابق.
لعب مع منتخب تشيكوسلوفاكيا لكرة القدم 47 مباراة وسجل 13 هدف.

## روابط خارجية
- أندري كفاشناك على موقع الاتحاد الدولي (مؤرشف)  (الإنجليزية)
- أندري كفاشناك على موقع الاتحاد التشيكي (الإنجليزية)
- أندري كفاشناك على موقع قاعدة بيانات كرة القدم.إي يو (الإنجليزية)
- أندري كفاشناك على موقع بيانات كرة القدم. دي إي (الألمانية)
- أندري كفاشناك على موقع ناشيونال فوتبول تيمز (الإنجليزية)
- أندري كفاشناك على موقع Soccerway.com (الإنجليزية)
- أندري كفاشناك على موقع عالم كرة القدم.نت (الإنجليزية)